# Tyrant (serie televisiva)
Tyrant è una serie televisiva statunitense trasmessa dal 24 giugno 2014 al 7 settembre 2016 sul canale FX.
La serie, nata da un'idea di Gideon Raff e accolta da critiche mediamente negative, è incentrata sul figlio di un dittatore arabo, costretto a ritornare in patria ed occuparsi della politica della nazione, dilaniata dalla guerra, dopo aver vissuto per venti anni negli Stati Uniti.

## Trama
Bassam "Barry" Al Fayeed, figlio più giovane del dittatore che guida la nazione araba di Abbudin, pone fine all'esilio che si era auto-imposto, ritornando dopo venti anni al paese natale con la moglie e i figli, cittadini statunitensi, per essere presente al matrimonio del nipote Ahmad. Nonostante sia intenzionato a ritornare con la famiglia negli Stati Uniti, dopo il matrimonio si vede malvolentieri coinvolto negli affari della sua famiglia d'origine e nella complicata situazione politica di Abbudin.

## Episodi
| Stagione         | Episodi | Prima TV originale | Prima TV Italia |
| ---------------- | ------- | ------------------ | --------------- |
| Prima stagione   | 10      | 2014               | 2015            |
| Seconda stagione | 12      | 2015               | 2015            |
| Terza stagione   | 10      | 2016               | 2016-2017       |

## Personaggi e interpreti

### Personaggi principali
- Bassam "Barry" Al-Fayeed, interpretato da Adam Rayner.
Secondogenito del dittatore che guida Abbudin, rientrato in patria dopo aver vissuto per molti anni a Los Angeles, dove era un pediatra.
- Molly Al-Fayeed, interpretata da Jennifer Finnigan.
Moglie di Barry, di nazionalità statunitense.
- Jamal Al-Fayeed, interpretato da Ashraf Barhom.
Fratello maggiore di Barry.
- Leila Al-Fayeed, interpretata da Moran Atias.
Moglie di Jamal, la quale si ritrova in contrasto con Barry.
- Sammy Al-Fayeed, interpretato da Noah Silver.
Figlio adolescente di Barry e Molly.
- Emma Al-Fayeed, interpretata da Anne Winters.
Figlia adolescente di Barry e Molly.
- Fauzi Nadal, interpretato da Fares Fares.
Giornalista e amico d'infanzia di Barry, imprigionato e torturato dopo aver esposto gli abusi del regime Al-Fayeed.
- Yussef, interpretato da Salim Daw.
Consigliere di fiducia del dittatore.
- John Tucker, interpretato da Justin Kirk.
Diplomatico statunitense.
- Abdul, interpretato da Mehdi Dehbi.
Guardia del corpo della famiglia di Barry.
- Amira Al-Fayeed, interpretata da Alice Krige.
Madre di Barry e Jamal.

### Personaggi secondari
- Dana, interpretata da Jordana Spiro.
Moglie del diplomatico John Tucker.
- Nusrat, interpretata da Sibylla Deen.
Moglie di Ahmad, figlio di Jamal, per il cui matrimonio Barry è ritornato dagli Stati Uniti.

## Produzione

### Concezione

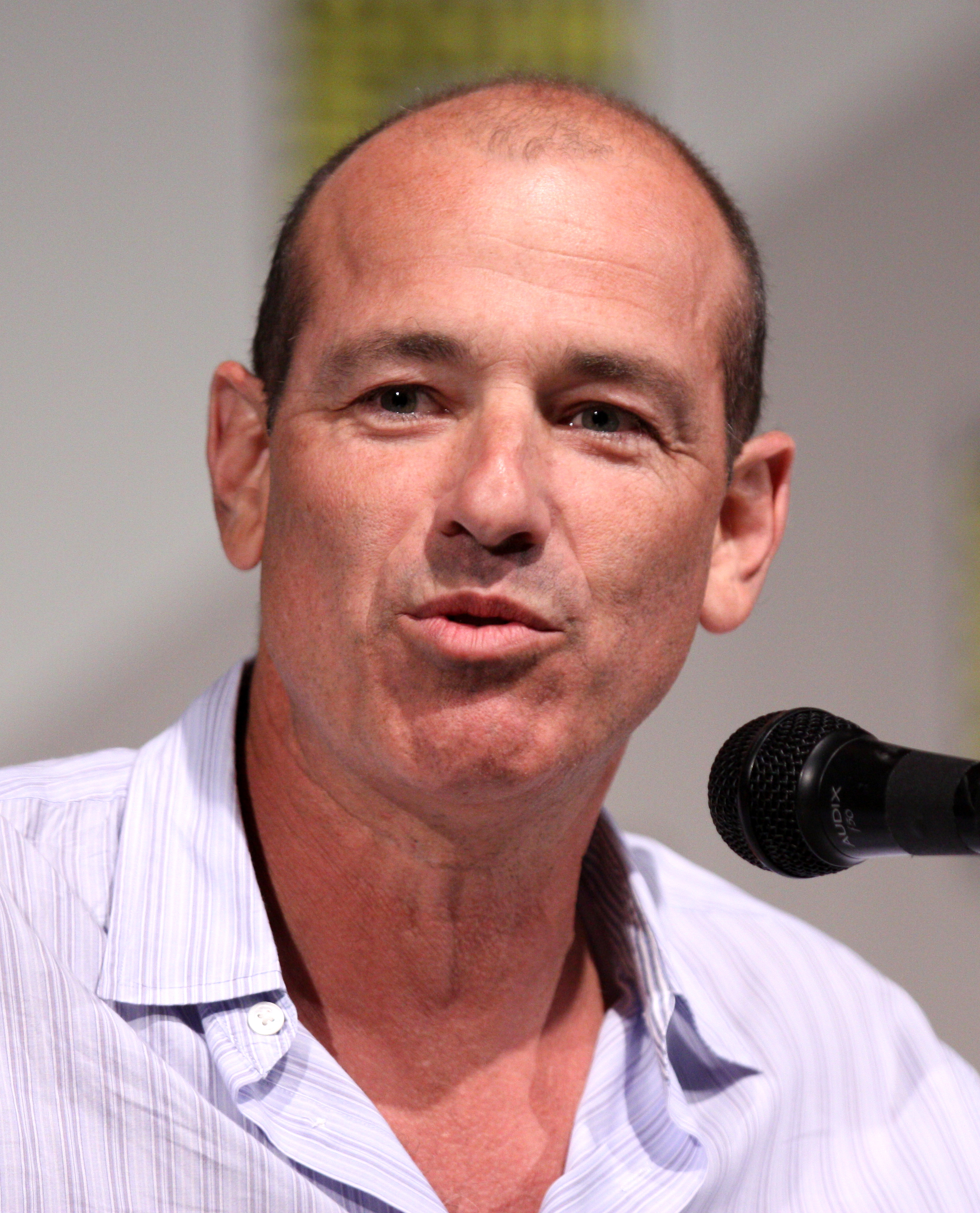
Lo show runner Howard Gordon

Nata da un'idea di Gideon Raff, sviluppata dallo stesso Raff con Howard Gordon e Craig Wright, con i quali aveva già prodotto Homeland, la serie venne annunciata per la prima volta nel dicembre del 2012, quando la rete via cavo FX, superando la concorrenza della HBO, anch'essa interessata al progetto, trovò un accordo con Raff per la scrittura di diverse sceneggiature, impegnandosi a finanziare da subito la produzione di un episodio pilota.
La serie richiama il tema base de Il padrino, vedendo protagonista un rampollo malvolentieri trascinato negli "affari di famiglia", con la peculiarità di essere ambientato in un fittizio paese arabo soggetto a dittatura, il quale richiama caratteristiche delle contemporanee nazioni d'Egitto, Siria e Libia. I produttori spiegarono di avere l'intenzione di rappresentare con accuratezza la moderna condizione culturale e sociale medio orientale, senza però far sì che la storia narrata faccia riferimento a specifiche nazioni o personaggi del mondo reale. Raff individuò, tra gli elementi che ispirarono la creazione della serie, la storia di Bashar al-Assad, e di come sia passato in pochi anni da essere considerato un apprezzato leader, prossimo a rimpiazzare il padre, ad un acclamato assassino di massa. Secondo Gordon, che riveste i panni di show runner, tra gli elementi ispiratori della serie vi sono anche gli eventi legati alla primavera araba, mentre uno dei temi di fondo della serie è cosa significa essere una brava persona.
Inizialmente la regia del pilot era stata affidata a Ang Lee, il quale nei primi mesi del 2013 si incontrò più volte con i produttori per discutere della sceneggiatura del pilot. Tuttavia, nel mese di maggio di quell'anno, mentre presiedeva la giuria del Festival di Cannes, il regista taiwanese si chiamò fuori dall'ambizioso e impegnativo progetto, dichiarandosi non pronto per esservi coinvolto. Il 12 giugno 2013 Lee venne sostituito da un altro noto regista cinematografico, David Yates, che aveva già diretto diversi capitoli della saga di Harry Potter. Lo stile registico di Yates non impressionò positivamente i dirigenti di FX durante i primi take; l'amministratore delegato dell'emittente John Landgraf, infatti, ebbe occasione di spiegare come al regista britannico, il quale necessitò di adattarsi alla produzione televisiva alla quale non era abituato, fu richiesto di fare più uso di primi piani per trasmettere intimità allo spettatore.
Oltre al tirarsi indietro del regista originariamente ingaggiato, le prime fasi della produzione dovettero fronteggiare anche un cambio di location con annesse polemiche di natura politica, e la fuoriuscita e il successivo riconvolgimento di alcuni produttori, compreso lo stesso ideatore Gideon Raff, i quali trovarono difficoltoso seguire la visione del progetto in continua evoluzione di Gordon, il quale apportò molte modifiche alle prime bozze delle sceneggiature dei primi episodi. L'idea originale di Raff, infatti, era sostanzialmente un family drama senza risvolti politici, aspetto, quest'ultimo, invece ritenuto fondamentale da Gordon.

### Casting
Per il ruolo del protagonista Barry Al Fayeed fu considerato Dominic West, ma i produttori erano intenzionati ad ingaggiare un attore dalle marcate origini arabe. Fu quindi considerato, tra gli altri, anche l'egiziano-statunitense Omar Metwally, il quale non convinse sulle capacità di reggere il ruolo principale in una serie del genere. Dopo una lunga fase di casting, nessuno attore aveva convinto del tutto i produttori, che si dovettero quindi rassegnare ad essere più flessibili nelle valutazioni; alla fine il 15 agosto 2013 il ruolo fu assegnato all'inglese Adam Rayner, il quale in un'intervista, scherzando sul travagliato casting, ebbe occasione di dichiarare: «La mia storia da attore è fatta interamente dal subentrare all'ultimo minuto, quando davvero non riescono a trovare qualcun altro». Gideon Raff spiegò che Rayner ottenne il ruolo dimostrando di aver il carisma necessario per interpretare il protagonista, oltre che per l'avere caratteristiche che ricordano persone di origine medio orientale e per la somiglianza con l'attore già ingaggiato per impersonare il fratello, Ashraf Brahom. I produttori, dopo le riprese del pilot, prima di ricominciare a lavorare alle riprese del resto della stagione, sottoposero l'attore ad un ulteriore test per valutare meglio le proprie potenzialità, facendogli girare delle scene extra a Los Angeles sotto la direzione del co-produttore e regista Michael Lehmann.
I primi attori ad entrare nel cast, nell'ultima settimana del luglio 2013, erano stati l'arabo-israeliano Ashraf Barhom, interprete del fratello di Barry, Jamal; l'attrice e modella israeliana Moran Atias, interprete della moglie di Jamal; Mehdi Dehbi, interprete di una guardia del corpo; e l'israeliano Salim Daw, per il ruolo del consigliere del dittatore. Durante il seguente mese di agosto furono invece ingaggiati Justin Kirk e Jordana Spiro, rispettivamente per i ruoli del diplomatico statunitense John Tucker e della moglie Dana; Sibylla Deen, per la parte di Nusrat; e il libanese Fares Fares, per il ruolo di Fauzi Nada. L'ultima attrice ad entrare nel cast principale fu Jennifer Finnigan, ingaggiata il 4 settembre 2013 per il ruolo della moglie del protagonista Barry; i loro figli sono invece interpretati da Anne Winters e Noah Silver.

### Riprese
Come possibile location, oltre ad Israele, inizialmente scartata per motivi politici, furono considerati anche Giordania, Turchia e la California, quest'ultima presto esclusa per gli alti costi di produzione che avrebbe comportato. Per l'episodio pilota, le riprese furono organizzare in Marocco, ma, a causa di carenze infrastrutturali, i produttori decisero si girare il resto della serie in Israele, dove furono rigirate anche alcune scene finali del pilot; la scelta vide anche il profilarsi di polemiche politiche legate al fatto di girare una serie sul mondo arabo nel paese ebraico.
Le location principali della serie sono quindi Tel Aviv e dintorni, principalmente negli studi televisivi di Kfar Saba. Con un budget di 3 milioni di dollari per episodio, cifra rientrante nella media delle contemporanee produzioni di maggior rilievo della televisione via cavo statunitense, al via della produzione risultava la serie più costosa mai prodotta in territorio israeliano.
Le riprese degli ultimi due episodi della prima stagione, a causa della ripresa del conflitto nella non lontana striscia di Gaza, furono spostate in Turchia.

### Programmazione
L'11 dicembre 2013 la rete FX confermò la produzione di una prima stagione completa di dieci episodi, il cui esordio venne fissato per il 24 giugno 2014. Il 7 settembre 2016 FX annuncia la cancellazione della serie dopo tre stagioni. In Italia viene trasmessa in prima visione pay dal canale Fox, della piattaforma satellitare Sky, dal 25 maggio 2015.

## Accoglienza
Al suo debutto la serie è stata accolta da giudizi mediamente negativi da parte della critica. James Poniewozik su TIME presentò la trama di Tyrant come un intreccio di thriller basato su violenza e terrorismo, ripetitivi intrighi politici e una sorta di telenovela derivata dalla disfunzionale ricca famiglia protagonista della serie. Il critico statunitense giudicò banali, a tratti ridicoli, i dialoghi e i personaggi, spiegando come gli autori abbiano costruito una rappresentazione del medio oriente fin troppo semplificata, ben lontana dalle loro dichiarate intenzioni di offrire una visione più profonda sul mondo arabo rispetto ad altre serie contemporanee. La mancanza di autenticità, secondo diverse testate, è accentuata dalla scelta di non inserire in modo rilevante dialoghi in arabo. Per il Los Angeles Times, nel tentativo di unire la cultura occidentale a quella medio-orientale, gli autori hanno stereotipizzato entrambe. Secondo la critica Maureen Ryan la serie è un'imbarazzante accozzaglia di banalità e stereotipi, finendo con il risultare per lo più offensiva. Per altre testate, come il New York Times, pur con i suoi difetti, Tyrant è invece tutto sommato ben fatta e piacevole.